# Ludovic Roux
Ludovic Roux (ur. 4 kwietnia 1979 w Sallanches) – francuski narciarz, specjalista kombinacji norweskiej, brązowy medalista olimpijski oraz czterokrotny medalista mistrzostw świata juniorów.

## Kariera
Po raz pierwszy na arenie międzynarodowej Ludovic Roux pojawił się w styczniu 1996 roku, podczas mistrzostw świata juniorów w Asiago, gdzie wspólnie z kolegami z reprezentacji zdobył srebrny medal w zawodach drużynowych. Najlepsze wyniki w tej kategorii wiekowej osiągnął jednak rok później, na mistrzostwach świata juniorów w Canmore wraz z kolegami zwyciężając w sztafecie, a indywidualnie zdobywając brązowy medal w konkursie rozgrywanym metodą Gundersena. Brązowy medal zdobył także w drużynie na mistrzostwach świata juniorów w Saalfelden w 1999 roku.
W Pucharze Świata Francuz zadebiutował 29 grudnia 1996 roku w Oberwiesenthal, zajmując 18. miejsce w Gundersenie. Tym samym już w swoim debiucie wywalczył pierwsze pucharowe punkty. W sezonie 1996/1997 punktował w każdym starcie, w tym trzykrotnie plasował się w czołowej dziesiątce. Najlepszy wynik osiągnął 15 marca 1997 roku w Oslo, gdzie był czwarty w Gundersenie. W klasyfikacji generalnej zajął ostatecznie 17. pozycję. Najlepiej prezentował się jednak w sezonie 1997/1998, który ukończył na dziesiątym miejscu. Wtedy też, 18 stycznia 1998 roku w Chaux-Neuve po raz pierwszy stanął na podium zawodów pucharowych, zajmując trzecie miejsce w Gundersenie. Jak się później okazało było to jedyne podium Roux w konkursach PŚ w całej jego karierze. W zawodach Pucharu Świata startował do zakończenia sezonu 2004/2005, ale osiągał słabsze rezultaty. W tym okresie jego najlepszym wynikiem w klasyfikacji generalnej było 11. miejsce na koniec sezonu 2003/2004.
W zawodach cyklu Pucharu Świata B (obecnie Puchar Kontynentalny) osiągał lepsze wyniki. Dziesięciokrotnie stawał na podium, choć nigdy nie stanął na podium. W klasyfikacji generalnej najwyższą pozycją w tych zawodach było szóste miejsce, na którym zakończył sezon 1998/1999. W latach 2000–2005 startował ponadto w Letnim Grand Prix w kombinacji norweskiej. Najwyższą formę w tym cyklu Roux zaprezentował w jego szóstej edycji w 2003 roku. W klasyfikacji generalnej był dwunasty, a w jednym z konkursów - 29 sierpnia w Klingenthal zajął drugie miejsce w Gundersenie, przegrywając tylko z reprezentantem gospodarzy Ronnym Ackermannem.
Pierwszą dużą imprezą w jego karierze były mistrzostwa świata w Trondheim w 1997 roku. Indywidualnie zajął tam dwudzieste miejsce, chociaż po skokach znajdował się dopiero na 33. pozycji. Na tych samych mistrzostwach wspólnie z kolegami był ósmy w sztafecie. Ze wszystkich imprez mistrzowskich indywidualnie najlepiej zaprezentował się podczas mistrzostw świata w Lahti w 2001 roku. Zajął tam 23. miejsce w sprincie, a w Gundersenie był czternasty. W sztafetach zajmował siódme miejsce zarówno na mistrzostwach świata w Val di Fiemme w 2003 roku oraz dwa lata później, na mistrzostwach w Oberstdorfie. Startował ponadto na igrzyskach olimpijskich w Nagano w 1998 roku, gdzie wraz z Fabrice'em Guyem, Sylvainem Guillaume'em i Nicolasem Balem zdobył brązowy medal w sztafecie. Po konkursie skoków Francuzi znajdowali się na szóstym miejscu ze startą nieco ponad jednej minuty do prowadzących reprezentantów Finlandii. Na trasie biegu należeli do najszybszych i zdołali przesunąć się aż na trzecią pozycję, wyprzedzając Czechów i Austriaków. Mimo dobrej postawy biegowej na mecie do zwycięskich Norwegów stracili ponad półtorej minuty. W konkursie indywidualnym spadł z 27. pozycji po skokach na 31. miejsce na mecie biegu. Wziął także udział w igrzyskach olimpijskich w Salt Lake City w 2002 roku, gdzie był między innymi dziesiąty w sprincie, awansując w biegu aż o dziesięć pozycji. Cztery lata później w igrzyskach w Turynie indywidualnie spisywał się słabiej, ale w sztafecie był piąty.
W 2006 roku zakończył karierę.

## Osiągnięcia

### Igrzyska olimpijskie
| Miejsce | Dzień     | Rok  | Miejscowość    | Konkurencja           | Wynik zwycięzcy | Strata  | Zwycięzca        |
| ------- | --------- | ---- | -------------- | --------------------- | --------------- | ------- | ---------------- |
| 31.     | 14 lutego | 1998 | Nagano         | Gundersen K-90/15 km  | 41:21,1         | +5:31,1 | Bjarte Engen Vik |
| 3.      | 20 lutego | 1998 | Nagano         | Sztafeta K-90/4x5 km  | 54:11,5         | +1:41,9 | Norwegia         |
| 26.     | 9 lutego  | 2002 | Salt Lake City | Gundersen K-90/15 km  | 39:11,7         | +5:10,6 | Samppa Lajunen   |
| 6.      | 14 lutego | 2002 | Salt Lake City | Sztafeta K-90/4x5 km  | 48:42,2         | +2:53,3 | Finlandia        |
| 10.     | 21 lutego | 2002 | Salt Lake City | Sprint K-120/7,5 km   | 16:40,1         | +1:05,6 | Samppa Lajunen   |
| 26.     | 11 lutego | 2006 | Pragelato      | Gundersen HS106/15 km | 39:44,6         | +3:58,0 | Georg Hettich    |
| 5.      | 15 lutego | 2006 | Pragelato      | Sztafeta HS134/4x5 km | 49:52,6         | +1:32,0 | Austria          |

### Mistrzostwa świata
| Miejsce | Dzień     | Rok  | Miejscowość   | Konkurencja           | Wynik zwycięzcy | Strata  | Zwycięzca        |
| ------- | --------- | ---- | ------------- | --------------------- | --------------- | ------- | ---------------- |
| 20.     | 22 lutego | 1997 | Trondheim     | Gundersen K-90/15 km  | 43:43,1         | +4:14,0 | Kenji Ogiwara    |
| 8.      | 23 lutego | 1997 | Trondheim     | Sztafeta K-90/4x5 km  | 52:18,0         | +3:50,9 | Norwegia         |
| 23.     | 20 lutego | 1999 | Ramsau        | Gundersen K-90/15 km  | 37:04,8         | +5:09,3 | Bjarte Engen Vik |
| 14.     | 15 lutego | 2001 | Lahti         | Gundersen K-90/15 km  | 39:26,7         | ?       | Bjarte Engen Vik |
| 9.      | 20 lutego | 2001 | Lahti         | Sztafeta K-90/4x5 km  | 48:54,1         | +4:49,9 | Norwegia         |
| 19.     | 24 lutego | 2001 | Lahti         | Sprint K-116/7,5 km   | 19:40,3         | ?       | Marko Baacke     |
| DNF     | 21 lutego | 2003 | Val di Fiemme | Gundersen K-95/15 km  | 37:54,2         | -       | Ronny Ackermann  |
| 7.      | 24 lutego | 2003 | Val di Fiemme | Sztafeta K-95/4x5 km  | 47:23,9         | +4:57,7 | Austria          |
| 24.     | 28 lutego | 2003 | Val di Fiemme | Sprint K-120/7,5 km   | 18:47,8         | +1:45,0 | Johnny Spillane  |
| DNF     | 18 lutego | 2005 | Oberstdorf    | Gundersen HS100/15 km | 38:56,2         | -       | Ronny Ackermann  |
| 7.      | 23 lutego | 2005 | Oberstdorf    | Sztafeta HS137/4x5 km | 49:45,5         | +3:12,9 | Norwegia         |
| 36.     | 27 lutego | 2005 | Oberstdorf    | Sprint HS137/7,5 km   | 20:15,6         | +3:26,3 | Ronny Ackermann  |

### Mistrzostwa świata juniorów
| Miejsce | Dzień       | Rok  | Miejscowość                   | Konkurencja          | Wynik zwycięzcy | Strata | Zwycięzca         |
| ------- | ----------- | ---- | ----------------------------- | -------------------- | --------------- | ------ | ----------------- |
| 2.      | 30 stycznia | 1996 | Asiago                        | Sztafeta K-90/3x5 km | ?               | ?      | Norwegia          |
| 3.      | 12 lutego   | 1997 | Canmore                       | Gundersen K-89/10 km | ?               | ?      | Roman Perko       |
| 1.      | 14 lutego   | 1997 | Canmore                       | Sztafeta K-90/3x5 km | ?               | -      | -                 |
| 3.      | 4 lutego    | 1999 | Saalfelden am Steinernen Meer | Sztafeta K-89/3x5 km | ?               | ?      | Stany Zjednoczone |

### Puchar Świata

#### Miejsca w klasyfikacji generalnej
- sezon 1996/1997: 17.
- sezon 1997/1998: 10.
- sezon 1998/1999: 46.
- sezon 1999/2000: 21.
- sezon 2000/2001: 28.
- sezon 2001/2002: 28.
- sezon 2002/2003: 31.
- sezon 2003/2004: 11.
- sezon 2004/2005: 48.

#### Miejsca na podium chronologicznie
| Nr | Data             | Miejscowość | Konkurencja         | Wynik zwycięzcy | Pozycja | Strata | Zwycięzca    |
| -- | ---------------- | ----------- | ------------------- | --------------- | ------- | ------ | ------------ |
| 1. | 18 stycznia 1998 | Chaux-Neuve | Gundersen K90/15 km | ?               | 3.      | +15,9  | Milan Kučera |

### Puchar Kontynentalny

#### Miejsca w klasyfikacji generalnej
- sezon 1995/1996: 43.
- sezon 1998/1999: 6.
- sezon 2004/2005: 11.
- sezon 2005/2006: 16.

#### Miejsca na podium chronologicznie
| Nr  | Data              | Miejscowość            | Konkurencja           | Wynik zwycięzcy | Pozycja | Strata | Zwycięzca           |
| --- | ----------------- | ---------------------- | --------------------- | --------------- | ------- | ------ | ------------------- |
| 1.  | 30 listopada 1996 | Bardu                  | Gundersen K90/15 km   | ?               | 3.      | ?      | Matthias Looß       |
| 2.  | 18 grudnia 1996   | Rovaniemi              | Gundersen K90/15 km   | ?               | 3.      | ?      | Walerij Stolarow    |
| 3.  | 9 stycznia 1999   | Garmisch-Partenkirchen | Gundersen K115/15 km  | ?               | 3.      | ?      | Andrea Longo        |
| 4.  | 15 stycznia 1999  | Chamonix               | Gundersen HS100/15 km | ?               | 3.      | ?      | Lars Andreas Østvik |
| 5.  | 17 grudnia 1999   | Val di Fiemme          | Gundersen K120/15 km  | ?               | 2.      | ?      | Kristian Hammer     |
| 6.  | 18 grudnia 1999   | Val di Fiemme          | Sprint K120/7.5 km    | ?               | 2.      | ?      | Kristian Hammer     |
| 7.  | 20 grudnia 1999   | Reit im Winkl          | Gundersen K90/15 km   | ?               | 2.      | ?      | Marko Baacke        |
| 8.  | 8 stycznia 2005   | Pragelato              | Gundersen HS140/15 km | ?               | 3.      | +43,6  | Stephan Münchmeyer  |
| 9.  | 11 grudnia 2005   | Steamboat Springs      | Sprint HS127/7.5 km   | ?               | 3.      | +42,1  | Todd Lodwick        |
| 10. | 15 stycznia 2006  | Chaux-Neuve            | Sprint HS97/7.5 km    | ?               | 3.      | +7,9   | Seppi Hurschler     |

### Letnie Grand Prix

#### Miejsca w klasyfikacji generalnej
- 2000: 56.
- 2002: -
- 2003: 12.
- 2004: 43.
- 2005: 42.

#### Miejsca na podium chronologicznie
| Nr | Data             | Miejscowość | Konkurencja         | Wynik zwycięzcy | Pozycja | Strata | Zwycięzca       |
| -- | ---------------- | ----------- | ------------------- | --------------- | ------- | ------ | --------------- |
| 1. | 29 sierpnia 2003 | Klingenthal | Gundersen K80/15 km | ?               | 2.      | +7,9   | Ronny Ackermann |